# Воинов, Лев Пантелемонович
Лев Пантелемонович Воинов (1927—2005) — советский и российский инженер-конструктор, специалист в области теплозащиты авиационных и многоразовых космических систем, участник авиационно-космической программы «Спираль», участник создания многоразовой транспортной космической системы «Буран». Дважды лауреат Государственной премии СССР (1976 и 1988).

## Биография
Родился 21 декабря 1927 года в Сочи, Краснодарского края.

### Образование и начало деятельности
С 1947 по 1952 год обучался на факультете летательных аппаратов Московского авиационного института имени Серго Орджоникидзе по окончании которого получил специальность инженера-механика.

### ВОКБ-155и участие в создании авиационно-космической техники
С 1952 по 1976 год на научно-исследовательской работе в ОКБ-155 Государственного комитета СМ СССР по авиационной технике (с 1965 года — Министерство авиационной промышленности СССР) под руководством А. И. Микоянв должностях: инженер-конструктора, заместитель руководителя и руководителя отдела.
Л. П. Воинов был одним из организаторов проведения расчётно-теоретических работ
по вопросам газодинамики воздухозаборников двигательных установок авиационной техники, в том числе для сверхзвукового высотного двухдвигательного истребителя-перехватчика третьего поколения «МиГ-25». Под руководством и при непосредственном участии Л. П. Воинова в рамках авиационно-космической системы «Спираль» под общим руководством Г. Е. Лозино-Лозинского производились расчетно-экспериментальные исследования по термогазодинамике, а так же теоретические исследования и расчёты по теплообмену и гиперзвуковой аэродинамике, в рамках этого проекта отделом Л. П. Воинова осуществлялась разработка совокупности работ для  лётного дозвукового аналога экспериментального пилотируемого орбитального самолёта «МиГ-105», суборбитальных аппаратов-аналогов (беспилотных орбитальных ракетопланов) «БОР-1», «БОР-2» и «БОР-3».

### ВНПО «Молния»и участие в Космической программе
С 1976 года в составе группы ведущих специалистов был направлен для научно-исследовательской работы в НПО «Молния» и назначен на должность заместителя главного конструктора Г. Е. Лозино-Лозинского.
Л. П. Воинов был организатором разработки теплозащиты для космических аппаратов (беспилотных орбитальных ракетопланов) «БОР-4» и «БОР-5». Л. П. Воинов занимался расчётами тепловых нагрузок, созданием экспериментальной отработки конструкции теплозащиты и теплозащитных покрытий  при создании орбитального корабля-ракетоплана многоразовой транспортной космической системы «Буран», созданного в рамках программы «Энергия — Буран».
В 1976 и в 1988 годах «закрытым» Постановлением ЦК КПСС и СМ СССР «За создание авиационной и космической техники» Л. П. Воинов был дважды удостоен Государственной премии СССР.
В 1994 году Л. П. Воинов совместно с Г. Е. Лозино-Лозинским и В. Е. Соколовым «За способ регулирования сверхзвукового сопла по перепаду давлений, энтропийный эффект по обеспечению теплозащиты орбитального космического корабля «Буран» и гиперзвукового самолёта-разгонщика» был удостоен Золотой медали и Диплома Всемирного салона изобретений, научных исследований и инноваций «Брюссель-Эврика».

### Смерть
Скончался 17 ноября 2005 года в Москве, похоронен на Химкинском кладбище.

## Награды
- Орден Трудового Красного Знамени
- Орден «Знак Почёта»

### Премии
- дважды Государственная премия СССР (1976, 1988)[1][2][3]